# FC Ursidos Chișinău
FC Ursidos Chișinău foi uma equipe moldávio de futebol com sede em Chișinău. Disputava a primeira divisão da Moldávia (Campeonato Moldávio de Futebol).
Seus jogos eram mandados no CPSM, que possui capacidade para 1.000 espectadores.

## História
O FC Ursidos Chișinău foi fundado em 2010. Em 2011, fundiu-se com o Milsami Orhei.